# Rothney Astrophysical Observatory
Koordinaten: 50° 52′ 21,5″ N, 114° 17′ 37,1″ W

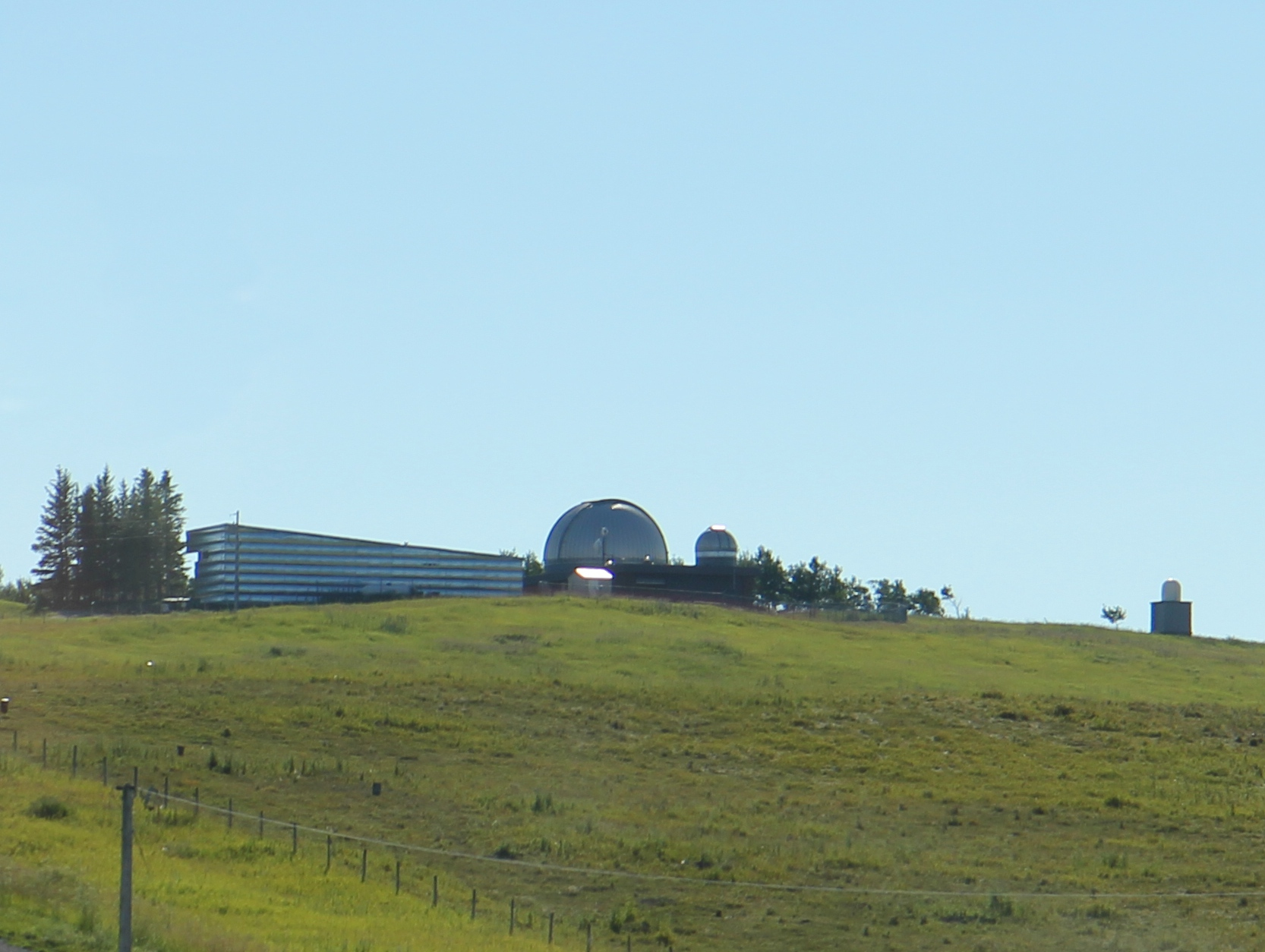
Gebäude der Sternwarte

Das  Rothney Astrophysical Observatory ist eine Sternwarte der University of Calgary, rund 20 km im Südwesten von Calgary in Kanada.
Sie verfügt unter anderem über ein 1,8-m-Spiegelteleskop, das mit dem David Dunlap Observatory und dem Plaskett-Teleskop im Dominion Astrophysical Observatory zu den größten Teleskopen Kanadas zählt. Das Observatorium verfügt über eine Baker-Nunn-Kamera, mit der sich große Bereiche des Himmels beobachten lassen.